# جبل قعيقعان
جبل قيقعان يقع في الجهة الغربية في مكة المكرمة، ارتفاعه 430 متراً، ويسمى اليوم بجبل قرن، وحدوده من حارة الباب إلى القرارة، وسمي بجبل قيقعان لتقعقع السلاح به في حرب جرهم مع قطورا، وهما يومئذ أهل مكة، فكانت جرهم بأعلى مكة وقيقعان وملكهم مضاض بن عمرو، وكانت قطورا بأسفل مكة وأجيادين وملكهم السميدع. وجبل قيقعان جبل عظيم طويل ممتد، وفي أصله تقع المروة من جهة المدعى في الشمال الشرقي للمسجد الحرام.